# Tomoderus piochardi
Tomoderus piochardi là một loài bọ cánh cứng trong họ Anthicidae. Loài này được von Heyden miêu tả khoa học năm 1870.